# Колокольня Троицкого собора (Чернигов)
Колокольня Троицкого собора — памятник архитектуры и истории национального значения в Чернигове.

## История
Постановлением Кабинета Министров УССР от 24.08.1963 № 970 присвоен статус памятник архитектуры национального значения с охранным № 819/2.
Постановлением Кабинета Министров от 10.10.2012 № 929 присвоен статус памятник архитектуры и истории национального значения с охранным № 250044/2-Н под названием Колокольня Троицкого собора.
Установлена информационная доска.

## Описание
Входит в комплекс сооружений Троицко-Ильинского монастыря — участок историко-архитектурного заповедника Чернигов древний, расположенный на Болдиной Горе — улица Толстого, 92.
Колокольня была построена в 1771-1775 годы в формах барокко одновременно с кирпичным ограждением и угловыми башнями. Стены с башнями также являются памятником архитектуры и истории. Каменная, сложного плана с выгнутыми гранями и пучками колон по углам. Нижний ярус имеет выступы пластичной формы — волюты, за которыми спрятаны контрфорсы. 58-метровая, пятиярусная колокольня, была надвратной. В нижнем ярусе прорезана большая въездная арка, которой в верхний ярусах соответствуют полуциркульные и круглые отверстия, которые идут до последнего яруса. В отверстии последнего яруса в 1809 году были установлены часы с боем (не сохранились). Придаёт всему комплексу динамики и завершённости, является художественной доминантой Болдиных гор и всего города.    
В период 1955-1960, 1981-1982 годы были проведены ремонтно-реставрационные работы.     